# Google Play

「Google Playで手に入れよう」バッジ

Google Play（グーグル プレイ）は、Googleによって提供される、主にAndroid及びChromeOS（2016年4月以降）向けデジタルコンテンツ（アプリケーション・映画・音楽・書籍など）の配信サービス。2012年3月6日にGoogleは「Android Market」を「Google Play」に改名し、「Google Play ブックス」「Google Play Music」といったサービスも合わせて誕生した。

## ストア
Google Playはアプリ若しくはWebから利用することができ、利用者は世界中の個人や企業の開発者が開発したアプリを入手することができる。端末の画面上は正式名称の「Google Play」ではなく「Playストア」と表示されている。
無料アプリや買い切り型の有料アプリがあり、アプリ内購入機能を利用することもできる。購入は48時間以内であれば返品して払い戻しを受けることができる。1度購入したアプリはGoogle アカウントに紐付けられ、どの端末にも何回でもインストールすることができる。PCでコンテンツを選択すると、Google アカウントに登録されている指定した端末へ自動でダウンロードされ、インストールされる。
購入代金の支払いは、クレジットカード・デビットカードなどで行うか、プリペイドカードの『Google Play ギフトカード』を購入して支払いに充てる。その他にEdy、メルペイ、PayPalでの支払いに対応している。大手携帯キャリアと契約している場合、毎月の利用料金と合算することもできる。
全ての国が有料アプリを販売、購入できるわけではなく、一部の国では購入は可能だが支払いが自国通貨ではなく米ドルまたはユーロになる。また、すべてのAndroid端末がマーケットにアクセスできるわけではなく、Googleが定めた基準-Compatibility Definition Document (CDD)-に従った端末であることが必要である。基準は毎バージョンごとに改定される。また一部の機種は基準に適合するが、Google Playがインストールされていない。
統合開発環境 (IDE) として「Android Studio」が用意された。Google Analyticsにも対応した。

### セキュリティ
Androidでは、アプリはサンドボックスと呼ばれる隔離された環境で実行され、特に権限を与えない限りはシステム上の機能を利用することはできない。個々のアプリには「SDカードの読み書き」や「位置情報の取得」などの権限が設定されており、ユーザーはインストール時にどれだけの権限を必要とするアプリなのかを確認できる。セキュリティソフトベンダー各社から、Android向けのアンチウイルスソフトが販売されている。Googleのオープンソース責任者は「Android、iOS、およびResearch in Motionの『BlackBerry』OSにはアンチウイルスソフトウェアは必要ない」と述べ、モバイル用アンチウイルスソフトの業者を強く非難している。
アプリは「Bouncer」と呼ばれるマルウェア分析サービスにより事前審査をしているが、開示された情報からユーザー自身が判断を下す方針になっている。Googleによる審査は必要最低限の内容についてしか行われない。アダルトアプリは削除される。アダルトについては「露骨な性的表現」は禁止だったが、2014年3月末には「エロチックなコンテンツ」の禁止と「ポルノを含む、もしくは、ポルノを宣伝するアプリは禁止」となった。

### アプリ数の推移
Google公式発表数とAndroLib推定値にずれがある。
- 2008年10月23日、「Android Market」開始。
- 2010年6月、アプリの総数がまもなく8万に到達（AndroLib推定）[14]。
- 2010年7月、アプリの総数がまもなく10万に到達（AndroLib推定）[15]。
- 2010年10月、10万に到達（Google発表）[16]。
- 2011年1月、Androidアプリの総数が20万を超えていると推定（AndroLib推定）[17]。
- 2011年5月、アプリ数が20万とGoogleが発表[18]。AndroLib推定値は30万。
- 2011年7月、アプリ数が40万と推定（AndroLib推定）。
- 2011年12月、アプリ数が60万と推定（AndroLib推定）。なお、AndroLib推定値は60万到達後はあまり増えなくなっている。
- 2012年3月6日、「Android Market」から「Google Play」に名称変更。
- 2012年6月、アプリ数が60万とGoogleが発表[19]。
- 2012年9月、累計ダウンロード数250億件、67万5,000本とGoogleが発表[20]。
- 2013年7月31日、9億台の端末が利用され、アプリ数100万・累計DL数500億、売上の67％が米国外（日本はトップ5に入る）、1人当たりの売上は昨年比2.5倍に増えたとGoogleが発表[21]。
- 2014年4月16日、アプリの売上ではゲームが90%を占める[22]。
- 2014年5月、無料アプリからの収益（アプリ内課金）が98％を占める[23]。
- 2014年9月、日本のゲームアプリの売上は米国の2倍となった[24]。
- 2017年でのアプリ総数は360万個に達する[25]。
- 2022年、Google Playが10周年に到達する。

## コンテンツ

### ゲーム
Google I/O 2013で、GoogleはGoogle Play Gamesの導入を発表した。 Google Play GamesはAndroid向けのオンラインゲームサービスであり、リアルタイムのマルチプレーヤーゲーム機能、クラウドセーブ、ソーシャルおよびパブリックリーダーボード、実績を備えている。 
2021年12月9日に、GoogleはGoogle Play GamesのWindows版を発表し、WindowsでAndroidゲームが楽しめるようになると発表した。2023年4月現在は一部地域でベータ版が配信されている。日本では2023年4月19日にベータ版の配信が開始された。

### ブックス
電子書籍販売サービス。日本では2012年9月25日にサービスが開始された。「Google Play ブックス」というアプリを利用する必要がある。電子書籍のフォーマットにはPDFとEPUBを採用している。また、一部地域では電子教科書の販売を「Google Play Textbooks」として展開している。

### 映画・テレビ
Google Play ムービー＆TVは、空き状況に応じて購入またはレンタルできる映画やテレビ番組を提供するビデオ・オン・デマンドサービス。2020年10月、Google Play ムービー＆TVはGoogle TVに名前が変更された。2024年1月17日、「Google Play ムービー&TV」としてのサービスは終了した。

### Play Pass
2019年9月23日、Googleは米国でGoogle Play Passのゲームとアプリのサブスクリプションサービスを開始した。2019年9月の時点で、サブスクライバーは広告やアプリ内購入なしでゲームやアプリにアクセスできる。このプログラムは、アプリ開発者向けの招待制であり、アプリ開発者はサービスを既存のアプリに統合できる。

### Play Music
楽曲購入および音楽ストレージを提供するサービス。Galaxy Nexusなど一部の機種ではプリインストールされている。個別楽曲の販売の他に「Google Play Music All Access」という定額制音楽配信サービスも提供している。2021年にYouTube Musicに統合された。

### ニューススタンド
ニュース記事アプリ。「Google Currents」と「Google Play Magazine」が統合されてできた。2018年に 「Google News」「Google ニュースと天気アプリ」と統合され、Google ニュースとなった。

### Play Points
アプリやゲームで一定料金を支払うと、一定のポイントがもらえるサービス。ポイントは限定アイテムなどと交換できる。現在は日本限定で行われている。

## 端末販売
Googleのブランドを入れ込んだグローバルモデルのスマートフォンやタブレット、スマートウォッチ、周辺機器、アクセサリー（端末の専用ケースや充電器）などの販売を行っている。
Google Playで販売されているブランドを記述（初期のモデルにはGoogle Playで販売されていないモデルも含まれる）。
- Google Nexus - 端末本体に加えて、周辺機器及びアクセサリー類。
- Google Experience Device - Google Play Editionの端末（日本未発売）。
- Android Wear - Android Wearを搭載したスマートウォッチ。
- Chromecast - スマートフォンの画面表示やコンテンツをWi-Fiによって外部ディスプレイに出力するデバイス。

## Google Play開発者サービス
「Google Play開発者サービス」は他のアプリに機能を提供する中心となるサービスであり、自動的に配信されアンインストールできない。OSが古い端末でも、このサービスが更新されれば機能を提供できるため、「Googleの新しいプラットフォーム」ともいわれる。このアプリが停止するとGoogle関連のアプリが正常に動作しなくなる可能性がある。

### Google Play for Education
教育向けのGoogle Playであり、教育関係者が使うことを想定している。
2016年3月14日にサービスを終了した。しかし、現在でもGoogle Play Store内に「教育」というタブが設けられている。

## Find My Device（端末を探す）
iOSでいうiPhoneを探すに当たり、紛失・盗難された端末を探したり、遠隔操作でロックまたはデータを削除できる。
Androidデバイスマネージャーから2017年に改称した。

## 類似サービス
Google Play Storeを経由しないアプリの配布も認められている。そのため、通信キャリアが運営するマーケット（例えば、dマーケットやau Market、SoftBankピックアップ）、端末ベンダーが運営するマーケット（Galaxy Apps）、それ以外のサードパーティによるマーケット（AppBrain、andronavi、AndroApp、F-Droid、qiip、Tegra Zone）のように多数のアプリマーケットが開設されている。
中国ではネット検閲の影響やGoogle自体を利用できないこともあり、中国国内で販売されている一部のAndroid端末では「Playストア」を含めGoogleのサービスはプリインストールされていない。そのため、中国においてはサードパーティによるマーケット（応用宝や各メーカーが配布するプラットフォーム）が開設されている。